# Ezcabarte
Ezcabarte in castigliano o Ezkabarte in basco è un comune spagnolo di 1 575 abitanti situato nella comunità autonoma della Navarra.